# Kroki (powieść)
Kroki (ang. Steps) – druga powieść amerykańskiego pisarza polskiego pochodzenia, Jerzego Kosińskiego, wydana w 1968 roku.

## Treść
Książka składa się z serii epizodów, reminiscencji, dialogów, anegdot i mikrofabułek. Pomiędzy poszczególnymi fragmentami najczęściej nie ma korelacji lub są one z sobą powiązane jedynie w niewielkim stopniu. Choć tekst napisany jest w pierwszej osobie, książka nie przytacza żadnych imion bohaterów i nie ujawnia gdzie dokładnie opisywane wydarzenia mają miejsce. Główny bohater książki jawi się jednak jako człowiek zmagający się z trudami życia w represyjnym socjalistycznym kraju, a następnie próbujący odnaleźć się w kapitalistycznym zachodnim społeczeństwie. Treść przedstawia ekstremalne sytuacje szokujące brutalnością lub drastycznością erotyczną, poruszające takie tematy jak władza, dominacja, kontrola i alienacja, niejednokrotnie odwołując się do II wojny światowej.

## Wydanie i odbiór
Wydana oryginalnie w 1968 roku przez Random House w Stanach Zjednoczonych, książka początkowo poniosła klęskę komercyjną, zwłaszcza w porównaniu z debiutem autora, powieścią Malowany ptak. Mimo to zebrała przychylne recenzje ze strony krytyków. W recenzji The New York Times porównano ją do twórczości pisarzy Louis-Ferdinand Céline i Franz Kafka. W roku 1969 Jerzy Kosiński otrzymał za Kroki prestiżowe wyróżnienie National Book Award.
Książkę przetłumaczono na inne języki i wydano m.in. w Holandii jako Stappen przez De Bezige Bij, we Francji jako Les Pas nakładem wydawnictwa Flammarion w 1969 roku, we Włoszech pod tytułem Passi przez wydawnictwo Mondadori w 1971 i w Turcji jako Adımlar. W Polsce książka pierwszy raz ukazała się dopiero w 1989 roku, wydana przez Państwowy Instytut Wydawniczy jako część serii Klub Interesującej Książki.
W 1999 roku amerykański pisarz David Foster Wallace uznał Kroki za jedną z pięciu niedocenionych amerykańskich powieści.